# Campeonato Mundial de Handebol Masculino de 2017
O Campeonato Mundial de Andebol (português europeu) ou Handebol (português brasileiro) Masculino de 2017 foi a 25ª edição do evento promovido pela Federação Internacional de Handebol, que aconteceu na França entre 11 e 29 de janeiro de 2017.
A equipe da casa obteve êxito ao defender o título mundial. Na final, a França bateu a Noruega por 33–26 e tornou-se a primeira seleção do mundo a conquistar o sexto título. A seleção da Eslovênia ganhou da Croácia por 31–30 no jogo do terceiro lugar e ficou com a medalha de bronze. Estas foram as primeiras medalhas conquistadas por Noruega e Eslovênia em Campeonatos Mundiais de Handebol Masculino.

## Sedes
O campeonato foi disputado em oito locais de Paris, Rouen, Nantes, Metz, Albertville, Montpellier, Lille, e Brest. Todo os ginásios possuem capacidade para receber eventos de handebol.
| Lille                       | Paris                                                       | Nantes                                                      |                                                             |
| --------------------------- | ----------------------------------------------------------- | ----------------------------------------------------------- | ----------------------------------------------------------- |
| Stade Pierre-Mauroy         | AccorHotels Arena                                           | Exponantes – Hall XXL                                       |                                                             |
| Capacidade: 27.500          | Capacidade: 15.700                                          | Capacidade: 10,800                                          |                                                             |
|                             |                                                             |                                                             |                                                             |
| Montpellier                 | Lille Paris Montpellier Rouen Albertville Nantes Metz Brest | Lille Paris Montpellier Rouen Albertville Nantes Metz Brest | Lille Paris Montpellier Rouen Albertville Nantes Metz Brest |
| Park&Suites Arena           | Lille Paris Montpellier Rouen Albertville Nantes Metz Brest | Lille Paris Montpellier Rouen Albertville Nantes Metz Brest | Lille Paris Montpellier Rouen Albertville Nantes Metz Brest |
| Capacidade: 9.853           | Lille Paris Montpellier Rouen Albertville Nantes Metz Brest | Lille Paris Montpellier Rouen Albertville Nantes Metz Brest | Lille Paris Montpellier Rouen Albertville Nantes Metz Brest |
|                             | Lille Paris Montpellier Rouen Albertville Nantes Metz Brest | Lille Paris Montpellier Rouen Albertville Nantes Metz Brest | Lille Paris Montpellier Rouen Albertville Nantes Metz Brest |
| Albertville                 | Lille Paris Montpellier Rouen Albertville Nantes Metz Brest | Lille Paris Montpellier Rouen Albertville Nantes Metz Brest | Lille Paris Montpellier Rouen Albertville Nantes Metz Brest |
| La halle de glace Olympique | Lille Paris Montpellier Rouen Albertville Nantes Metz Brest | Lille Paris Montpellier Rouen Albertville Nantes Metz Brest | Lille Paris Montpellier Rouen Albertville Nantes Metz Brest |
| Capacidade: 6.500           | Lille Paris Montpellier Rouen Albertville Nantes Metz Brest | Lille Paris Montpellier Rouen Albertville Nantes Metz Brest | Lille Paris Montpellier Rouen Albertville Nantes Metz Brest |
|                             | Lille Paris Montpellier Rouen Albertville Nantes Metz Brest | Lille Paris Montpellier Rouen Albertville Nantes Metz Brest | Lille Paris Montpellier Rouen Albertville Nantes Metz Brest |
| Rouen                       | Metz                                                        | Brest                                                       |                                                             |
| Kindarena                   | Arènes de Metz                                              | Brest Arena                                                 |                                                             |
| Capacidade: 5.700           | Capacidade: 5.127                                           | Capacidade: 4,000                                           |                                                             |
|                             |                                                             |                                                             |                                                             |

## Candidaturas
A Dinamarca e a França foram os únicos países a lançarem candidaturas para sediar o evento. O Conselho da IHF atribuiu as sedes dos Campeonatos Masculino e Feminino de 2017 na mesma reunião, ocorrida em São Paulo, Brasil, na quinta-feira, 15 de dezembro de 2011.
A Dinamarca foi um país co-anfitrião do evento em 1999 e sede em 1978, o país também foi sede do Campeonato Europeu Feminino por duas vezes e uma do masculino.
A França sediou o Campeonato Mundial em 1970 e também em 2001 e foi anfitriã do Campeonato Mundial Feminino de 2007.

## Qualificação
Vinte e quatro equipas participaram na fase final do torneio. A França, como anfitriã, qualificou-se automaticamente. A vaga do último campeão do mundo, a própria França, foi dada ao segundo melhor colocado, o Qatar. Restaram 22 vagas disponíveis para as melhores equipas de cada torneio de qualificação continental, os vencedores de uma etapa adicional de qualificação Europeia  e um torneio intercontinental de qualificação.
| Evento                                                 | Época                                       | Vagas | Qualificados                                                                                               |
| ------------------------------------------------------ | ------------------------------------------- | ----- | --- |
| Sede                                                   | 15 de Dezembro de 2011                      | 1     | França |
| Campeonato Mundial de Handebol Masculino de 2015       | 15 de Janeiro – 1 de Fevereiro de 2015      | 1     | Catar |
| Campeonato Asiático de Handebol Masculino de 2016      | 15–28 de Janeiro de 2016                    | 3     | Bahrein · Japão · Arábia Saudita                                                                           |
| Campeonato Africano de Handebol Masculino de 2016      | 21–30 de Janeiro de 2016                    | 3     | Angola · Egito · Tunísia                                                                                   |
| Campeonato Europeu de Handebol Masculino de 2016       | 15–31 de Janeiro de 2016                    | 3     | Croácia · Alemanha · Espanha                                                                               |
| Qualificatória europeia                                | 4 de Novembro de 2015 – 16 de Junho de 2016 | 9     | Bielorrússia · Dinamarca · Hungria · Islândia · Macedônia do Norte · Polônia · Rússia · Eslovênia · Suécia |
| Campeonato Pan-Americano de Handebol Masculino de 2016 | 11–19 de Junho de 2016                      | 3     | Argentina · Brasil · Chile                                                                                 |
| Wildcard                                               |                                             | 1     | Noruega |

### Equipas qualificadas
| País               | Qualificado como                                   | Qualificado em         | Participações prévias1, 2 |
| ------------------ | -------------------------------------------------- | ---------------------- | --- |
| França             | Sede                                               | 15 de Dezembro de 2011 | 20 (1954, 1958 ,1961, 1964, 1967, 1970, 1978, 1990, 1993, 1995, 1997, 1999, 2001, 2003, 2005, 2007, 2009, 2011, 2013, 2015)             |
| Catar              | Vice-campeão do mundo                              | 30 de Janeiro de 2015  | 5 (2003, 2005, 2007, 2013, 2015) |
| Bahrein            | Semi-finalista do Campeonato Asiático              | 24 de Janeiro de 2016  | 1 (2011) |
| Japão              | Semi-finalista do Campeonato Asiático              | 24 de Janeiro de 2016  | 12 (1961, 1964, 1967, 1970, 1974, 1978, 1982, 1990, 1995, 1997, 2005, 2011)                                                             |
| Arábia Saudita     | Semi-finalista do Campeonato Asiático              | 24 de Janeiro de 2016  | 7 (1997, 1999, 2001, 2003, 2009, 2013, 2015)                                                                                            |
| Egito              | Finalista do Campeonato Africano                   | 29 de Janeiro de 2016  | 13 (1964, 1993, 1995, 1997, 1999, 2001, 2003, 2005, 2007, 2009, 2011, 2013, 2015)                                                       |
| Alemanha           | Finalista do Campeonato Europeu                    | 29 de Janeiro de 2016  | 22 (1938, 1954, 1958, 1961, 1964, 1967, 1970, 1974, 1978, 1982, 1986, 1993, 1995, 1999, 2001, 2003, 2005, 2007, 2009, 2011, 2013, 2015) |
| Espanha            | Finalista do Campeonato Europeu                    | 29 de Janeiro de 2016  | 18 (1958, 1974, 1978, 1982, 1986, 1990, 1993, 1995, 1997, 1999, 2001, 2003, 2005, 2007, 2009, 2011, 2013, 2015)                         |
| Tunísia            | Finalista do Campeonato Africano                   | 29 de Janeiro de 2016  | 12 (1967, 1995, 1997, 1999, 2001, 2003, 2005, 2007, 2009, 2011, 2013, 2015)                                                             |
| Angola             | Terceiro lugar no Campeonato Africano              | 30 de Janeiro de 2016  | 2 (2005, 2007) |
| Croácia            | Terceiro lugar no Campeonato Europeu               | 31 de Janeiro de 2016  | 11 (1995, 1997, 1999, 2001, 2003, 2005, 2007, 2009, 2011, 2013, 2015)                                                                   |
| Bielorrússia       | Playoffs europeus                                  | 15 de Junho de 2016    | 3 (1995, 2013, 2015) |
| Dinamarca          | Playoffs europeus                                  | 15 de Junho de 2016    | 21 (1938, 1954, 1958, 1961, 1964, 1967, 1970, 1974, 1978, 1982, 1986, 1993, 1995, 1999, 2003, 2005, 2007, 2009, 2011, 2013, 2015)       |
| Hungria            | Playoffs europeus                                  | 15 de Junho de 2016    | 18 (1958, 1964, 1967, 1970, 1974, 1978, 1982, 1986, 1990, 1993, 1995, 1997, 1999, 2003, 2007, 2009, 2011, 2013)                         |
| Macedônia do Norte | Playoffs europeus                                  | 15 de Junho de 2016    | 4 (1999, 2009, 2013, 2015) |
| Polônia            | Playoffs europeus                                  | 15 de Junho de 2016    | 14 (1958, 1967, 1970, 1974, 1978, 1982, 1986, 1990, 2003, 2007, 2009, 2011, 2013, 2015)                                                 |
| Rússia             | Playoffs europeus                                  | 15 de Junho de 2016    | 11 (1993, 1995, 1997, 1999, 2001, 2003, 2005, 2007, 2009, 2013. 2015)                                                                   |
| Eslovênia          | Playoffs europeus                                  | 15 de Junho de 2016    | 7 (1995, 2001, 2003, 2005, 2007, 2013, 2015)                                                                                            |
| Suécia             | Playoffs europeus                                  | 15 de Junho de 2016    | 22 (1938, 1954, 1958, 1961, 1964, 1967, 1970, 1974, 1978, 1982, 1986, 1990, 1993, 1995, 1997, 1999, 2001, 2003, 2005, 2009, 2011, 2015) |
| Islândia           | Playoffs europeus                                  | 16 de Junho de 2016    | 18 (1958, 1961, 1964, 1970, 1974, 1978, 1986, 1990, 1993, 1995, 1997, 2001, 2003, 2005, 2007, 2011, 2013, 2015)                         |
| Brasil             | Finalista do Campeonato Pan-Americano de 2016      | 18 de Junho de 2016    | 12 (1958, 1995, 1997, 1999, 2001, 2003, 2005, 2007, 2009, 2011, 2013, 2015)                                                             |
| Chile              | Finalista do Campeonato Pan-Americano de 2016      | 18 de Junho de 2016    | 3 (2011, 2013, 2015) |
| Argentina          | Terceiro lugar no Campeonato Pan-Americano de 2016 | 19 de Junho de 2016    | 10 (1997, 1999, 2001, 2003, 2005, 2007, 2009, 2011, 2013, 2015)                                                                         |
| Noruega            | Wildcard                                           | 21 de Junho de 2016    | 13 (1958, 1961, 1964, 1967, 1970, 1993, 1997, 1999, 2001, 2005, 2007, 2009, 2011)                                                       |

1 em Negrito indica que o campeão daquele ano
2 Itálico indica o país de acolhimento para aquele ano

## Programação
A programação oficial foi anunciada em 23 de setembro de 2015.

## Sorteio
O sorteio foi realizado no dia 23 de junho de 2016, às 14:00 em Paris, França.

### Propagação
| Pote 1                              | Pote 2                                    | Pote 3                                              | Pote 4                              | Pote 5                            | Pote 6                                        |
| ----------------------------------- | ----------------------------------------- | --------------------------------------------------- | ----------------------------------- | --------------------------------- | --------------------------------------------- |
| França · Alemanha · Catar · Espanha | Croácia · Eslovênia · Dinamarca · Polônia | Suécia · Rússia · Bielorrússia · Macedônia do Norte | Hungria · Islândia · Brasil · Egito | Tunísia · Chile · Bahrein · Japão | Argentina · Angola · Arábia Saudita · Noruega |

### Formato de disputa
Na primeira fase as 24 equipes foram distribuídas em quatro grupos contendo seis seleções cada. Após se enfrentarem entre si dentro de seus grupos em turno único as quatro melhores equipes de cada grupo se classificam para a fase eliminatória da competição, a qual é composta pelas oitavas-de-final, quartas-de-final, semifinais e final. A equipe vencedora desta fase será declarada campeã mundial de handebol.
As equipes que forem eliminadas na primeira fase da competição irão disputar um torneio de consolação (President's Cup), que definirá as equipes que ocuparão do 17º ao 24º lugar no campeonato. Todas as equipes que terminarem na quinta colocação dentro de seus grupos irão disputar uma fase semifinal, da qual os vencedores disputarão a 17ª colocação e os perdedores a 19ª colocação. De modo análogo, os sextos colocados de cada grupo decidirão a 21ª e a 23ª colocação.
Os critérios de desempate na primeira fase para equipes empatadas em número de pontos na classificação são, na seguinte ordem:
1. número de pontos obtidos nas partidas entre as equipes em questão;
2. saldo de golos nas partidas entre as equipes em questão;
3. golos marcados nas partidas entre os times em questão (se mais de dois times empatarem em número de pontos);
4. saldo de golos em todas as partidas no grupo;
5. número de golos marcados em todas as partidas no grupo;
6. sorteio.

## Primeira fase
|  | Equipes classificadas para as oitavas-de-final |
|  | Equipes disputam os jogos de classificação     |

Todas as partidas seguem o fuso horário de Doha (UTC+3).

### Grupo A
| Pos | Equipe  | Pts | J | V | E | D | GP  | GC  | SG  |
| --- | ------- | --- | - | - | - | - | --- | --- | --- |
| 1   | França  | 10  | 5 | 5 | 0 | 0 | 152 | 112 | +40 |
| 2   | Noruega | 8   | 5 | 4 | 0 | 1 | 155 | 124 | +31 |
| 3   | Rússia  | 6   | 5 | 3 | 0 | 2 | 139 | 136 | +3  |
| 4   | Brasil  | 4   | 5 | 2 | 0 | 3 | 121 | 146 | −25 |
| 5   | Polônia | 2   | 5 | 1 | 0 | 4 | 115 | 125 | −10 |
| 6   | Japão   | 0   | 5 | 0 | 0 | 5 | 120 | 161 | −41 |

| 11 de Janeiro de 2017 20:45 | França  | 31–16     | Brasil   | AccorHotels Arena, Paris Público: 15.609 Árbitros: Lah, Sok |
| 11 de Janeiro de 2017 20:45 | Porte 6 | (17–7)    | Toledo 5 | AccorHotels Arena, Paris Público: 15.609 Árbitros: Lah, Sok |
| 11 de Janeiro de 2017 20:45 | 4× 2×   | Relatório | 3×       | AccorHotels Arena, Paris Público: 15.609 Árbitros: Lah, Sok |

| 12 de Janeiro de 2017 17:45 | Rússia           | 39–29     | Japão   | Exponantes – Hall XXL, Nantes Público: 4.867 Árbitros: Kolahdouzan, Mousaviannazhad |
| 12 de Janeiro de 2017 17:45 | três jogadores 6 | (18–15)   | Shida 7 | Exponantes – Hall XXL, Nantes Público: 4.867 Árbitros: Kolahdouzan, Mousaviannazhad |
| 12 de Janeiro de 2017 17:45 | 3× 2×            | Relatório | 3×      | Exponantes – Hall XXL, Nantes Público: 4.867 Árbitros: Kolahdouzan, Mousaviannazhad |

| 12 de Janeiro de 2017 20:45 | Polônia  | 20–22     | Noruega      | Exponantes – Hall XXL, Nantes Público: 5.356 Árbitros: Brunner, Salah |
| 12 de Janeiro de 2017 20:45 | Daszek 7 | (10–12)   | Lie Hansen 6 | Exponantes – Hall XXL, Nantes Público: 5.356 Árbitros: Brunner, Salah |
| 12 de Janeiro de 2017 20:45 | 3× 2×    | Relatório | 4×           | Exponantes – Hall XXL, Nantes Público: 5.356 Árbitros: Brunner, Salah |

| 13 de Janeiro de 2017 17:45 | Japão    | 19–31     | França     | Exponantes – Hall XXL, Nantes Público: 10.500 Árbitros: Brunner, Salah |
| 13 de Janeiro de 2017 17:45 | Uegaki 5 | (9–17)    | Fabregas 7 | Exponantes – Hall XXL, Nantes Público: 10.500 Árbitros: Brunner, Salah |
| 13 de Janeiro de 2017 17:45 | 2×       | Relatório | 3×         | Exponantes – Hall XXL, Nantes Público: 10.500 Árbitros: Brunner, Salah |

| 14 de Janeiro de 2017 14:45 | Brasil   | 28–24     | Polônia      | Exponantes – Hall XXL, Nantes Público: 10.171 Árbitros: Horáček, Novotný |
| 14 de Janeiro de 2017 14:45 | Toledo 8 | (16–11)   | Paczkowski 6 | Exponantes – Hall XXL, Nantes Público: 10.171 Árbitros: Horáček, Novotný |
| 14 de Janeiro de 2017 14:45 | 3×       | Relatório |              | Exponantes – Hall XXL, Nantes Público: 10.171 Árbitros: Horáček, Novotný |

| 14 de Janeiro de 2017 17:45 | Noruega    | 28–24     | Rússia   | Exponantes – Hall XXL, Nantes Público: 9.812 Árbitros: Gjeding, Hansen |
| 14 de Janeiro de 2017 17:45 | Bjørnsen 7 | (15–11)   | Soroka 8 | Exponantes – Hall XXL, Nantes Público: 9.812 Árbitros: Gjeding, Hansen |
| 14 de Janeiro de 2017 17:45 | 2×         | Relatório | 3×       | Exponantes – Hall XXL, Nantes Público: 9.812 Árbitros: Gjeding, Hansen |

| 15 de Janeiro de 2017 17:45 | França           | 31–28     | Noruega   | Exponantes – Hall XXL, Nantes Público: 10.500 Árbitros: Kolahdouzan, Mousaviannazhad |
| 15 de Janeiro de 2017 17:45 | três jogadores 5 | (16–12)   | Sagosen 7 | Exponantes – Hall XXL, Nantes Público: 10.500 Árbitros: Kolahdouzan, Mousaviannazhad |
| 15 de Janeiro de 2017 17:45 | 5× 3× 1×         | Relatório | 3× 1×     | Exponantes – Hall XXL, Nantes Público: 10.500 Árbitros: Kolahdouzan, Mousaviannazhad |

| 15 de Janeiro de 2017 20:45 | Brasil    | 27–24     | Japão    | Exponantes – Hall XXL, Nantes Público: 8.326 Árbitros: Gjeding, Hansen |
| 15 de Janeiro de 2017 20:45 | Langaro 8 | (14–12)   | Tokuda 7 | Exponantes – Hall XXL, Nantes Público: 8.326 Árbitros: Gjeding, Hansen |
| 15 de Janeiro de 2017 20:45 | 2× 1×     | Relatório | 3×       | Exponantes – Hall XXL, Nantes Público: 8.326 Árbitros: Gjeding, Hansen |

| 16 de Janeiro de 2017 20:45 | Polônia     | 20–24     | Rússia     | Exponantes – Hall XXL, Nantes Público: 4.961 Árbitros: Horáček, Novotný |
| 16 de Janeiro de 2017 20:45 | T. Gębala 4 | (9–13)    | Kovalyov 7 | Exponantes – Hall XXL, Nantes Público: 4.961 Árbitros: Horáček, Novotný |
| 16 de Janeiro de 2017 20:45 | 5× 2× 1×    | Relatório | 1×         | Exponantes – Hall XXL, Nantes Público: 4.961 Árbitros: Horáček, Novotný |

| 17 de Janeiro de 2017 14:00 | Noruega   | 39–26     | Brasil            | Exponantes – Hall XXL, Nantes Público: 5.943 Árbitros: Horáček, Novotný |
| 17 de Janeiro de 2017 14:00 | Sagosen 7 | (18–13)   | Chiuffa, Pozzer 6 | Exponantes – Hall XXL, Nantes Público: 5.943 Árbitros: Horáček, Novotný |
| 17 de Janeiro de 2017 14:00 | 3× 2×     | Relatório | 1×                | Exponantes – Hall XXL, Nantes Público: 5.943 Árbitros: Horáček, Novotný |

| 17 de Janeiro de 2017 17:45 | Polônia  | 26–25     | Japão   | Exponantes – Hall XXL, Nantes Público: 8.655 Árbitros: Brunner, Salah |
| 17 de Janeiro de 2017 17:45 | Daszek 5 | (9–11)    | Shida 9 | Exponantes – Hall XXL, Nantes Público: 8.655 Árbitros: Brunner, Salah |
| 17 de Janeiro de 2017 17:45 | 4× 3×    | Relatório | 2×      | Exponantes – Hall XXL, Nantes Público: 8.655 Árbitros: Brunner, Salah |

| 17 de Janeiro de 2017 20:45 | Rússia        | 24–35     | França    | Exponantes – Hall XXL, Nantes Público: 10.500 Árbitros: Gjeding, Hansen |
| 17 de Janeiro de 2017 20:45 | Shishkaryov 6 | (11–16)   | Dipanda 8 | Exponantes – Hall XXL, Nantes Público: 10.500 Árbitros: Gjeding, Hansen |
| 17 de Janeiro de 2017 20:45 | 3× 1×         | Relatório | 2×        | Exponantes – Hall XXL, Nantes Público: 10.500 Árbitros: Gjeding, Hansen |

| 19 de Janeiro de 2017 14:00 | Rússia               | 28–24     | Brasil           | Exponantes – Hall XXL, Nantes Público: 5.197 Árbitros: Gjeding, Hansen |
| 19 de Janeiro de 2017 14:00 | Dereven, Shelmenko 5 | (14–15)   | três jogadores 5 | Exponantes – Hall XXL, Nantes Público: 5.197 Árbitros: Gjeding, Hansen |
| 19 de Janeiro de 2017 14:00 | 5× 2× 1×             | Relatório | 1×               | Exponantes – Hall XXL, Nantes Público: 5.197 Árbitros: Gjeding, Hansen |

| 19 de Janeiro de 2017 17:45 | França   | 26–25     | Polônia                | Exponantes – Hall XXL, Nantes Público: 10.500 Árbitros: Brunner, Salah |
| 19 de Janeiro de 2017 17:45 | Nyokas 7 | (13–13)   | T. Gębala, Krajewski 5 | Exponantes – Hall XXL, Nantes Público: 10.500 Árbitros: Brunner, Salah |
| 19 de Janeiro de 2017 17:45 | 3× 2×    | Relatório | 2×                     | Exponantes – Hall XXL, Nantes Público: 10.500 Árbitros: Brunner, Salah |

| 19 de Janeiro de 2017 20:45 | Japão    | 23–38     | Noruega  | Exponantes – Hall XXL, Nantes Público: 3.621 Árbitros: Horáček, Novotný |
| 19 de Janeiro de 2017 20:45 | Motoki 4 | (14–19)   | Myrhol 7 | Exponantes – Hall XXL, Nantes Público: 3.621 Árbitros: Horáček, Novotný |
| 19 de Janeiro de 2017 20:45 | 3×       | Relatório |          | Exponantes – Hall XXL, Nantes Público: 3.621 Árbitros: Horáček, Novotný |

### Grupo B
| Pos | Equipe             | Pts | J | V | E | D | GP  | GC  | SG  |
| --- | ------------------ | --- | - | - | - | - | --- | --- | --- |
| 1   | Espanha            | 10  | 5 | 5 | 0 | 0 | 160 | 115 | +45 |
| 2   | Eslovênia          | 7   | 5 | 3 | 1 | 1 | 151 | 136 | +15 |
| 3   | Macedônia do Norte | 5   | 5 | 2 | 1 | 2 | 139 | 137 | +2  |
| 4   | Islândia           | 4   | 5 | 1 | 2 | 2 | 128 | 121 | +7  |
| 5   | Tunísia            | 4   | 5 | 1 | 2 | 2 | 144 | 144 | 0   |
| 6   | Angola             | 0   | 5 | 0 | 0 | 5 | 122 | 191 | −69 |

| 12 de Janeiro de 2017 14:00 | Eslovênia           | 42–25     | Angola  | Arenes de Metz, Metz Público: 2.179 Árbitros: Grillo, Lenci |
| 12 de Janeiro de 2017 14:00 | Mačkovšek, Marguč 8 | (22–13)   | Lopes 7 | Arenes de Metz, Metz Público: 2.179 Árbitros: Grillo, Lenci |
| 12 de Janeiro de 2017 14:00 | 4× 3×               | Relatório | 1×      | Arenes de Metz, Metz Público: 2.179 Árbitros: Grillo, Lenci |

| 12 de Janeiro de 2017 17:45 | Macedônia do Norte | 34–30     | Tunísia     | Arenes de Metz, Metz Público: 2.561 Árbitros: Koo, Lee |
| 12 de Janeiro de 2017 17:45 | K. Lazarov 12      | (13–14)   | Boughanmi 9 | Arenes de Metz, Metz Público: 2.561 Árbitros: Koo, Lee |
| 12 de Janeiro de 2017 17:45 | 4×                 | Relatório | 3×          | Arenes de Metz, Metz Público: 2.561 Árbitros: Koo, Lee |

| 12 de Janeiro de 2017 20:45 | Espanha              | 27–21     | Islândia     | Arenes de Metz, Metz Público: 5.054 Árbitros: Gatelis, Mažeika |
| 12 de Janeiro de 2017 20:45 | Balaguer, Cañellas 4 | (10–12)   | Sigurðsson 5 | Arenes de Metz, Metz Público: 5.054 Árbitros: Gatelis, Mažeika |
| 12 de Janeiro de 2017 20:45 | 3×                   | Relatório | 4×           | Arenes de Metz, Metz Público: 5.054 Árbitros: Gatelis, Mažeika |

| 14 de Janeiro de 2017 14:45 | Islândia  | 25–26     | Eslovênia | Arenes de Metz, Metz Público: 5.054 Árbitros: Koo, Lee |
| 14 de Janeiro de 2017 14:45 | Elísson 7 | (8–11)    | Bezjak 6  | Arenes de Metz, Metz Público: 5.054 Árbitros: Koo, Lee |
| 14 de Janeiro de 2017 14:45 | 5× 3×     | Relatório | 4×        | Arenes de Metz, Metz Público: 5.054 Árbitros: Koo, Lee |

| 14 de Janeiro de 2017 17:45 | Tunísia | 21–26     | Espanha           | Arenes de Metz, Metz Público: 5.056 Árbitros: Geipel, Helbig |
| 14 de Janeiro de 2017 17:45 | Toumi 5 | (10–12)   | Balaguer, Tomás 5 | Arenes de Metz, Metz Público: 5.056 Árbitros: Geipel, Helbig |
| 14 de Janeiro de 2017 17:45 | 3×      | Relatório | 2×                | Arenes de Metz, Metz Público: 5.056 Árbitros: Geipel, Helbig |

| 14 de Janeiro de 2017 20:45 | Angola  | 22–31     | Macedônia do Norte | Arenes de Metz, Metz Público: 3.845 Árbitros: Gatelis, Mažeika |
| 14 de Janeiro de 2017 20:45 | Lopes 5 | (9–14)    | K. Lazarov 10      | Arenes de Metz, Metz Público: 3.845 Árbitros: Gatelis, Mažeika |
| 14 de Janeiro de 2017 20:45 | 3× 2×   | Relatório | 3×                 | Arenes de Metz, Metz Público: 3.845 Árbitros: Gatelis, Mažeika |

| 15 de Janeiro de 2017 14:45 | Islândia     | 22–22     | Tunísia    | Arenes de Metz, Metz Público: 5.054 Árbitros: Grillo, Lenci |
| 15 de Janeiro de 2017 14:45 | Sigurðsson 5 | (11–13)   | Bannour 12 | Arenes de Metz, Metz Público: 5.054 Árbitros: Grillo, Lenci |
| 15 de Janeiro de 2017 14:45 | 7× 2× 1×     | Relatório | 3×         | Arenes de Metz, Metz Público: 5.054 Árbitros: Grillo, Lenci |

| 16 de Janeiro de 2017 17:45 | Eslovênia        | 29–22     | Macedônia do Norte | Arenes de Metz, Metz Público: 2.605 Árbitros: Geipel, Helbig |
| 16 de Janeiro de 2017 17:45 | Bezjak, Marguč 4 | (16–10)   | K. Lazarov 9       | Arenes de Metz, Metz Público: 2.605 Árbitros: Geipel, Helbig |
| 16 de Janeiro de 2017 17:45 | 5× 2×            | Relatório | 2×                 | Arenes de Metz, Metz Público: 2.605 Árbitros: Geipel, Helbig |

| 16 de Janeiro de 2017 20:45 | Espanha     | 42–22     | Angola  | Arenes de Metz, Metz Público: 2.126 Árbitros: Grillo, Lenci |
| 16 de Janeiro de 2017 20:45 | Fernández 9 | (21–10)   | Lopes 6 | Arenes de Metz, Metz Público: 2.126 Árbitros: Grillo, Lenci |
| 16 de Janeiro de 2017 20:45 | 1× 2×       | Relatório | 2× 1×   | Arenes de Metz, Metz Público: 2.126 Árbitros: Grillo, Lenci |

| 17 de Janeiro de 2017 17:45 | Eslovênia   | 28–28     | Tunísia | Arenes de Metz, Metz Público: 3.039 Árbitros: Gatelis, Mažeika |
| 17 de Janeiro de 2017 17:45 | Kavtičnik 7 | (15–13)   | Sanaï 8 | Arenes de Metz, Metz Público: 3.039 Árbitros: Gatelis, Mažeika |
| 17 de Janeiro de 2017 17:45 | 5× 3×       | Relatório | 3× 1×   | Arenes de Metz, Metz Público: 3.039 Árbitros: Gatelis, Mažeika |

| 17 de Janeiro de 2017 20:45 | Angola  | 19–33     | Islândia     | Arenes de Metz, Metz Público: 1.725 Árbitros: Geipel, Helbig |
| 17 de Janeiro de 2017 20:45 | Lopes 8 | (8–16)    | Sigurðsson 8 | Arenes de Metz, Metz Público: 1.725 Árbitros: Geipel, Helbig |
| 17 de Janeiro de 2017 20:45 | 5× 3×   | Relatório | 2×           | Arenes de Metz, Metz Público: 1.725 Árbitros: Geipel, Helbig |

| 18 de Janeiro de 2017 20:45 | Macedônia do Norte | 25–29     | Espanha         | Arenes de Metz, Metz Público: 3.951 Árbitros: Gatelis, Mažeika |
| 18 de Janeiro de 2017 20:45 | K. Lazarov 6       | (14–14)   | Rivera Folch 11 | Arenes de Metz, Metz Público: 3.951 Árbitros: Gatelis, Mažeika |
| 18 de Janeiro de 2017 20:45 | 2× 4×              | Relatório | 2×              | Arenes de Metz, Metz Público: 3.951 Árbitros: Gatelis, Mažeika |

| 19 de Janeiro de 2017 14:00 | Tunísia    | 43–34     | Angola  | Arenes de Metz, Metz Público: 1.935 Árbitros: Koo, Lee |
| 19 de Janeiro de 2017 14:00 | Bannour 10 | (23–16)   | Teca 10 | Arenes de Metz, Metz Público: 1.935 Árbitros: Koo, Lee |
| 19 de Janeiro de 2017 14:00 | 2×         | Relatório | 3× 1×   | Arenes de Metz, Metz Público: 1.935 Árbitros: Koo, Lee |

| 19 de Janeiro de 2017 17:45 | Macedônia do Norte | 27–27     | Islândia  | Arenes de Metz, Metz Público: 3.225 Árbitros: Grillo, Lenci |
| 19 de Janeiro de 2017 17:45 | K. Lazarov 7       | (13–15)   | Kárason 7 | Arenes de Metz, Metz Público: 3.225 Árbitros: Grillo, Lenci |
| 19 de Janeiro de 2017 17:45 | 4× 3×              | Relatório | 3×        | Arenes de Metz, Metz Público: 3.225 Árbitros: Grillo, Lenci |

| 19 de Janeiro de 2017 20:45 | Espanha    | 36–26     | Eslovênia | Arenes de Metz, Metz Público: 5.054 Árbitros: Geipel, Helbig |
| 19 de Janeiro de 2017 20:45 | Balaguer 7 | (18–10)   | Marguč 6  | Arenes de Metz, Metz Público: 5.054 Árbitros: Geipel, Helbig |
| 19 de Janeiro de 2017 20:45 | 4× 1×      | Relatório | 3×        | Arenes de Metz, Metz Público: 5.054 Árbitros: Geipel, Helbig |

### Grupo C
| Pos | Equipe         | Pts | J | V | E | D | GP  | GC  | SG  |
| --- | -------------- | --- | - | - | - | - | --- | --- | --- |
| 1   | Alemanha       | 10  | 5 | 5 | 0 | 0 | 159 | 107 | +52 |
| 2   | Croácia        | 8   | 5 | 4 | 0 | 1 | 148 | 126 | +22 |
| 3   | Bielorrússia   | 4   | 5 | 2 | 0 | 3 | 134 | 145 | −11 |
| 4   | Hungria        | 4   | 5 | 2 | 0 | 3 | 147 | 138 | +9  |
| 5   | Arábia Saudita | 2   | 5 | 1 | 0 | 4 | 123 | 157 | −34 |
| 6   | Chile          | 2   | 5 | 1 | 0 | 4 | 122 | 160 | −38 |

| 13 de Janeiro de 2017 14:00 | Bielorrússia | 28–32     | Chile        | Kindarena, Rouen Público: 2.000 Árbitros: Bonaventura, Bonaventura |
| 13 de Janeiro de 2017 14:00 | Karalek 10   | (14–14)   | R. Salinas 8 | Kindarena, Rouen Público: 2.000 Árbitros: Bonaventura, Bonaventura |
| 13 de Janeiro de 2017 14:00 | 7× 3×        | Relatório | 3×           | Kindarena, Rouen Público: 2.000 Árbitros: Bonaventura, Bonaventura |

| 13 de Janeiro de 2017 17:45 | Alemanha      | 27–23     | Hungria          | Kindarena, Rouen Público: 5.000 Árbitros: Nachevski, Nikolov |
| 13 de Janeiro de 2017 17:45 | Gensheimer 13 | (16–11)   | seis jogadores 3 | Kindarena, Rouen Público: 5.000 Árbitros: Nachevski, Nikolov |
| 13 de Janeiro de 2017 17:45 | 3× 2×         | Relatório | 3× 1×            | Kindarena, Rouen Público: 5.000 Árbitros: Nachevski, Nikolov |

| 13 de Janeiro de 2017 20:45 | Croácia   | 28–23     | Arábia Saudita | Kindarena, Rouen Público: 4.500 Árbitros: Boualloucha, Khenissi |
| 13 de Janeiro de 2017 20:45 | Cindrić 6 | (12–11)   | Al-Salem 5     | Kindarena, Rouen Público: 4.500 Árbitros: Boualloucha, Khenissi |
| 13 de Janeiro de 2017 20:45 | 3×        | Relatório | 3×             | Kindarena, Rouen Público: 4.500 Árbitros: Boualloucha, Khenissi |

| 14 de Janeiro de 2017 20:45 | Hungria            | 28–31     | Croácia  | Kindarena, Rouen Público: 5.588 Árbitros: Līcis, Sondors |
| 14 de Janeiro de 2017 20:45 | Balogh, Harsányi 6 | (11–11)   | Štrlek 6 | Kindarena, Rouen Público: 5.588 Árbitros: Līcis, Sondors |
| 14 de Janeiro de 2017 20:45 | 3×                 | Relatório | 3×       | Kindarena, Rouen Público: 5.588 Árbitros: Līcis, Sondors |

| 15 de Janeiro de 2017 14:45 | Chile              | 14–35     | Alemanha     | Kindarena, Rouen Público: 5.000 Árbitros: Līcis, Sondors |
| 15 de Janeiro de 2017 14:45 | quatro jogadores 2 | (6–17)    | Kohlbacher 8 | Kindarena, Rouen Público: 5.000 Árbitros: Līcis, Sondors |
| 15 de Janeiro de 2017 14:45 | 3×                 | Relatório | 3×           | Kindarena, Rouen Público: 5.000 Árbitros: Līcis, Sondors |

| 15 de Janeiro de 2017 20:45 | Arábia Saudita | 26–29     | Bielorrússia | Kindarena, Rouen Público: 3.000 Árbitros: Nachevski, Nikolov |
| 15 de Janeiro de 2017 20:45 | Al-Salem 7     | (13–14)   | Pukhouski 9  | Kindarena, Rouen Público: 3.000 Árbitros: Nachevski, Nikolov |
| 15 de Janeiro de 2017 20:45 | 5× 3×          | Relatório | 3×           | Kindarena, Rouen Público: 3.000 Árbitros: Nachevski, Nikolov |

| 16 de Janeiro de 2017 17:45 | Hungria  | 34–29     | Chile            | Kindarena, Rouen Público: 2.000 Árbitros: Boualloucha, Khenissi |
| 16 de Janeiro de 2017 17:45 | Jamali 7 | (17–14)   | Er. Feuchtmann 9 | Kindarena, Rouen Público: 2.000 Árbitros: Boualloucha, Khenissi |
| 16 de Janeiro de 2017 17:45 | 5× 4× 1× | Relatório | 3×               | Kindarena, Rouen Público: 2.000 Árbitros: Boualloucha, Khenissi |

| 16 de Janeiro de 2017 20:45 | Croácia   | 31–25     | Bielorrússia | Kindarena, Rouen Público: 3.202 Árbitros: Bonaventura, Bonaventura |
| 16 de Janeiro de 2017 20:45 | Cindrić 8 | (18–15)   | Karalek 7    | Kindarena, Rouen Público: 3.202 Árbitros: Bonaventura, Bonaventura |
| 16 de Janeiro de 2017 20:45 | 4× 1×     | Relatório | 4×           | Kindarena, Rouen Público: 3.202 Árbitros: Bonaventura, Bonaventura |

| 17 de Janeiro de 2017 17:45 | Alemanha | 38–24     | Arábia Saudita | Kindarena, Rouen Público: 2.980 Árbitros: Nachevski, Nikolov |
| 17 de Janeiro de 2017 17:45 | Fäth 6   | (21–13)   | Al-Zaer 8      | Kindarena, Rouen Público: 2.980 Árbitros: Nachevski, Nikolov |
| 17 de Janeiro de 2017 17:45 | 3×       | Relatório | 3×             | Kindarena, Rouen Público: 2.980 Árbitros: Nachevski, Nikolov |

| 18 de Janeiro de 2017 14:00 | Arábia Saudita | 24–37     | Hungria   | Kindarena, Rouen Público: 4.959 Árbitros: Līcis, Sondors |
| 18 de Janeiro de 2017 14:00 | Al-Mohsin 7    | (10–17)   | Császár 9 | Kindarena, Rouen Público: 4.959 Árbitros: Līcis, Sondors |
| 18 de Janeiro de 2017 14:00 | 4× 2×          | Relatório | 2×        | Kindarena, Rouen Público: 4.959 Árbitros: Līcis, Sondors |

| 18 de Janeiro de 2017 17:45 | Bielorrússia     | 25–31     | Alemanha     | Kindarena, Rouen Público: 4.524 Árbitros: Boualloucha, Khenissi |
| 18 de Janeiro de 2017 17:45 | três jogadores 4 | (16–16)   | Gensheimer 8 | Kindarena, Rouen Público: 4.524 Árbitros: Boualloucha, Khenissi |
| 18 de Janeiro de 2017 17:45 | 3×               | Relatório | 3×           | Kindarena, Rouen Público: 4.524 Árbitros: Boualloucha, Khenissi |

| 18 de Janeiro de 2017 20:45 | Croácia | 37–22     | Chile                        | Kindarena, Rouen Público: 2.785 Árbitros: Bonaventura, Bonaventura |
| 18 de Janeiro de 2017 20:45 | Mihić 8 | (17–9)    | Er. Feuchtmann, E. Salinas 4 | Kindarena, Rouen Público: 2.785 Árbitros: Bonaventura, Bonaventura |
| 18 de Janeiro de 2017 20:45 | 3×      | Relatório | 2×                           | Kindarena, Rouen Público: 2.785 Árbitros: Bonaventura, Bonaventura |

| 20 de Janeiro de 2017 14:00 | Chile        | 25–26     | Arábia Saudita | Kindarena, Rouen Público: 2.366 Árbitros: Pavićević, Ražnatović |
| 20 de Janeiro de 2017 14:00 | R. Salinas 7 | (13–13)   | A. Al-Abbas 9  | Kindarena, Rouen Público: 2.366 Árbitros: Pavićević, Ražnatović |
| 20 de Janeiro de 2017 14:00 | 3×           | Relatório | 3×             | Kindarena, Rouen Público: 2.366 Árbitros: Pavićević, Ražnatović |

| 20 de Janeiro de 2017 17:45 | Alemanha  | 28–21     | Croácia             | Kindarena, Rouen Público: 5.000 Árbitros: Līcis, Sondors |
| 20 de Janeiro de 2017 17:45 | Wiencek 6 | (13–9)    | Stepančić, Štrlek 5 | Kindarena, Rouen Público: 5.000 Árbitros: Līcis, Sondors |
| 20 de Janeiro de 2017 17:45 | 3×        | Relatório | 2×                  | Kindarena, Rouen Público: 5.000 Árbitros: Līcis, Sondors |

| 20 de Janeiro de 2017 20:45 | Bielorrússia        | 27–25     | Hungria           | Kindarena, Rouen Público: 3.761 Árbitros: Nachevski, Nikolov |
| 20 de Janeiro de 2017 20:45 | Brouka, Pukhouski 6 | (15–13)   | Császár, Juhász 7 | Kindarena, Rouen Público: 3.761 Árbitros: Nachevski, Nikolov |
| 20 de Janeiro de 2017 20:45 | 2× 3×               | Relatório | 4×                | Kindarena, Rouen Público: 3.761 Árbitros: Nachevski, Nikolov |

### Grupo D
| Pos | Equipe    | Pts | J | V | E | D | GP  | GC  | SG  |
| --- | --------- | --- | - | - | - | - | --- | --- | --- |
| 1   | Dinamarca | 10  | 5 | 5 | 0 | 0 | 157 | 130 | +27 |
| 2   | Suécia    | 8   | 5 | 4 | 0 | 1 | 162 | 111 | +51 |
| 3   | Egito     | 6   | 5 | 3 | 0 | 2 | 138 | 143 | −5  |
| 4   | Catar     | 4   | 5 | 2 | 0 | 3 | 127 | 129 | −2  |
| 5   | Argentina | 2   | 5 | 1 | 0 | 4 | 108 | 137 | −29 |
| 6   | Bahrein   | 0   | 5 | 0 | 0 | 5 | 110 | 152 | −42 |

| 13 de Janeiro de 2017 14:00 | Catar    | 20–22     | Egito      | AccorHotels Arena, Paris Público: 4.315 Árbitros: López, Ramírez |
| 13 de Janeiro de 2017 14:00 | Capote 5 | (8–11)    | El-Ahmar 8 | AccorHotels Arena, Paris Público: 4.315 Árbitros: López, Ramírez |
| 13 de Janeiro de 2017 14:00 | 4× 2×    | Relatório | 1×         | AccorHotels Arena, Paris Público: 4.315 Árbitros: López, Ramírez |

| 13 de Janeiro de 2017 17:45 | Suécia       | 33–16     | Bahrein       | AccorHotels Arena, Paris Público: 6.579 Árbitros: Reveret, Pichon |
| 13 de Janeiro de 2017 17:45 | Tollbring 10 | (17–5)    | Habib Hasan 4 | AccorHotels Arena, Paris Público: 6.579 Árbitros: Reveret, Pichon |
| 13 de Janeiro de 2017 17:45 | 5× 2×        | Relatório | 2×            | AccorHotels Arena, Paris Público: 6.579 Árbitros: Reveret, Pichon |

| 13 de Janeiro de 2017 20:45 | Dinamarca | 33–22     | Argentina      | AccorHotels Arena, Paris Público: 7.582 Árbitros: Pavićević, Ražnatović |
| 13 de Janeiro de 2017 20:45 | Hansen 6  | (17–11)   | F. Fernández 6 | AccorHotels Arena, Paris Público: 7.582 Árbitros: Pavićević, Ražnatović |
| 13 de Janeiro de 2017 20:45 | 3× 2×     | Relatório | 2×             | AccorHotels Arena, Paris Público: 7.582 Árbitros: Pavićević, Ražnatović |

| 14 de Janeiro de 2017 20:45 | Egito      | 28–35     | Dinamarca | AccorHotels Arena, Paris Público: 7.413 Árbitros: Lah, Sok |
| 14 de Janeiro de 2017 20:45 | El-Deraa 6 | (15–21)   | Svan 6    | AccorHotels Arena, Paris Público: 7.413 Árbitros: Lah, Sok |
| 14 de Janeiro de 2017 20:45 | 1× 2× 1×   | Relatório | 2×        | AccorHotels Arena, Paris Público: 7.413 Árbitros: Lah, Sok |

| 15 de Janeiro de 2017 14:45 | Argentina    | 17–35     | Suécia       | AccorHotels Arena, Paris Público: 12.578 Árbitros: Lah, Sok |
| 15 de Janeiro de 2017 14:45 | S. Simonet 5 | (11–16)   | Zachrisson 8 | AccorHotels Arena, Paris Público: 12.578 Árbitros: Lah, Sok |
| 15 de Janeiro de 2017 14:45 | 4× 2×        | Relatório | 3× 2×        | AccorHotels Arena, Paris Público: 12.578 Árbitros: Lah, Sok |

| 15 de Janeiro de 2017 17:45 | Bahrein      | 22–32     | Catar    | AccorHotels Arena, Paris Público: 4.475 Árbitros: Pavićević, Ražnatović |
| 15 de Janeiro de 2017 17:45 | Abdulqader 5 | (9–19)    | Madadi 8 | AccorHotels Arena, Paris Público: 4.475 Árbitros: Pavićević, Ražnatović |
| 15 de Janeiro de 2017 17:45 | 5× 4×        | Relatório | 2×       | AccorHotels Arena, Paris Público: 4.475 Árbitros: Pavićević, Ražnatović |

| 16 de Janeiro de 2017 17:45 | Egito      | 31–29     | Bahrein | AccorHotels Arena, Paris Público: 4.429 Árbitros: Reveret, Pichon |
| 16 de Janeiro de 2017 17:45 | El-Deraa 6 | (17–15)   | Saad 6  | AccorHotels Arena, Paris Público: 4.429 Árbitros: Reveret, Pichon |
| 16 de Janeiro de 2017 17:45 | 3×         | Relatório | 2× 1×   | AccorHotels Arena, Paris Público: 4.429 Árbitros: Reveret, Pichon |

| 16 de Janeiro de 2017 20:45 | Dinamarca | 27–25     | Suécia   | AccorHotels Arena, Paris Público: 13.850 Árbitros: López, Ramírez |
| 16 de Janeiro de 2017 20:45 | Hansen 8  | (14–10)   | Ekberg 7 | AccorHotels Arena, Paris Público: 13.850 Árbitros: López, Ramírez |
| 16 de Janeiro de 2017 20:45 | 4× 3×     | Relatório | 3×       | AccorHotels Arena, Paris Público: 13.850 Árbitros: López, Ramírez |

| 17 de Janeiro de 2017 17:45 | Catar     | 21–17     | Argentina      | AccorHotels Arena, Paris Público: 3.641 Árbitros: Lah, Sok |
| 17 de Janeiro de 2017 17:45 | Mallash 5 | (9–2)     | F. Fernández 7 | AccorHotels Arena, Paris Público: 3.641 Árbitros: Lah, Sok |
| 17 de Janeiro de 2017 17:45 | 3×        | Relatório | 1×             | AccorHotels Arena, Paris Público: 3.641 Árbitros: Lah, Sok |

| 18 de Janeiro de 2017 14:00 | Argentina | 26–31     | Egito            | AccorHotels Arena, Paris Público: 7.233 Árbitros: López, Ramírez |
| 18 de Janeiro de 2017 14:00 | Vieyra 12 | (10–13)   | três jogadores 5 | AccorHotels Arena, Paris Público: 7.233 Árbitros: López, Ramírez |
| 18 de Janeiro de 2017 14:00 | 4× 2×     | Relatório | 3×               | AccorHotels Arena, Paris Público: 7.233 Árbitros: López, Ramírez |

| 18 de Janeiro de 2017 17:45 | Dinamarca        | 30–26     | Bahrein           | AccorHotels Arena, Paris Público: 7.900 Árbitros: Lah, Sok |
| 18 de Janeiro de 2017 17:45 | H. Toft Hansen 6 | (17–13)   | Habib, Mahfoodh 6 | AccorHotels Arena, Paris Público: 7.900 Árbitros: Lah, Sok |
| 18 de Janeiro de 2017 17:45 | 4× 2× 1×         | Relatório | 2×                | AccorHotels Arena, Paris Público: 7.900 Árbitros: Lah, Sok |

| 18 de Janeiro de 2017 20:45 | Suécia   | 36–25     | Catar   | AccorHotels Arena, Paris Público: 6.034 Árbitros: Reveret, Pichon |
| 18 de Janeiro de 2017 20:45 | Ekberg 9 | (19–12)   | Roiné 8 | AccorHotels Arena, Paris Público: 6.034 Árbitros: Reveret, Pichon |
| 18 de Janeiro de 2017 20:45 | 6× 1×    | Relatório | 1×      | AccorHotels Arena, Paris Público: 6.034 Árbitros: Reveret, Pichon |

| 20 de Janeiro de 2017 14:00 | Bahrein      | 17–26     | Argentina      | AccorHotels Arena, Paris Público: 6.314 Árbitros: Reveret, Pichon |
| 20 de Janeiro de 2017 14:00 | Abdulqader 5 | (8–13)    | F. Fernández 8 | AccorHotels Arena, Paris Público: 6.314 Árbitros: Reveret, Pichon |
| 20 de Janeiro de 2017 14:00 | 6× 2×        | Relatório | 1×             | AccorHotels Arena, Paris Público: 6.314 Árbitros: Reveret, Pichon |

| 20 de Janeiro de 2017 17:45 | Suécia   | 33–26     | Egito  | AccorHotels Arena, Paris Público: 7.660 Árbitros: Lah, Sok |
| 20 de Janeiro de 2017 17:45 | Ekberg 8 | (15–9)    | Issa 7 | AccorHotels Arena, Paris Público: 7.660 Árbitros: Lah, Sok |
| 20 de Janeiro de 2017 17:45 | 7× 1×    | Relatório | 3×     | AccorHotels Arena, Paris Público: 7.660 Árbitros: Lah, Sok |

| 20 de Janeiro de 2017 20:45 | Catar            | 29–32     | Dinamarca  | AccorHotels Arena, Paris Público: 8.444 Árbitros: López, Ramírez |
| 20 de Janeiro de 2017 20:45 | Capote, Benali 5 | (16–14)   | Nøddesbo 8 | AccorHotels Arena, Paris Público: 8.444 Árbitros: López, Ramírez |
| 20 de Janeiro de 2017 20:45 | 2×               | Relatório | 4×         | AccorHotels Arena, Paris Público: 8.444 Árbitros: López, Ramírez |

### Chaveamento
| Oitavas-de-final | Oitavas-de-final   | Oitavas-de-final |  |  | Quartas-de-final | Quartas-de-final | Quartas-de-final |  |  | Semi-finais | Semi-finais     | Semi-finais |  |                | Final          | Final          | Final |
|                  |                    |                  |  |  |                  |                  |                  |  |  |             |                 |             |  |                |                |                |       |
|                  | França             | 31               |  |  |                  |                  |                  |  |  |             |                 |             |  |                |                |                |       |
| B4               | Islândia           | 25               |  |  | A1               | França           | 33               |  |  |             |                 |             |  |                |                |                |       |
| C3               | Bielorrússia       | 22               |  |  | D2               | Suécia           | 30               |  |  |             |                 |             |  |                |                |                |       |
| D2               | Suécia             | 41               |  |  |                  |                  |                  |  |  | A1          | França          | 31          |  |                |                |                |       |
| A3               | Rússia             | 26               |  |  |                  |                  |                  |  |  | B2          | Eslovênia       | 25          |  |                |                |                |       |
| B2               | Eslovênia          | 32               |  |  | B2               | Eslovênia        | 32               |  |  |             |                 |             |  |                |                |                |       |
| C1               | Alemanha           | 20               |  |  | D4               | Catar            | 30               |  |  |             |                 |             |  |                |                |                |       |
| D4               | Catar              | 21               |  |  |                  |                  |                  |  |  |             |                 |             |  |                | A1             | França         | 33    |
| A4               | Brasil             | 27               |  |  |                  |                  |                  |  |  |             |                 |             |  |                | A2             | Noruega        | 26    |
| B1               | Espanha            | 28               |  |  | B1               | Espanha          | 29               |  |  |             |                 |             |  |                |                |                |       |
| C2               | Croácia            | 21               |  |  | C2               | Croácia          | 30               |  |  |             |                 |             |  |                |                |                |       |
| D3               | Egito              | 19               |  |  |                  |                  |                  |  |  | C2          | Croácia         | 25          |  |                |                |                |       |
| A2               | Noruega            | 34               |  |  |                  |                  |                  |  |  | A2          | Noruega (Pror.) | 28          |  |                |                |                |       |
| B3               | Macedônia do Norte | 24               |  |  | A2               | Noruega          | 31               |  |  |             |                 |             |  | Terceiro lugar | Terceiro lugar | Terceiro lugar |       |
| C4               | Hungria            | 27               |  |  | C4               | Hungria          | 28               |  |  |             |                 |             |  |                | B2             | Eslovênia      | 31    |
| D1               | Dinamarca          | 25               |  |  |                  |                  |                  |  |  |             |                 |             |  |                | C2             | Croácia        | 30    |